# Sonkajärvi
Sonkajärvi är en kommun i landskapet Norra Savolax i Finland. Sonkajärvi har 3 777 invånare (2021), på en yta av 1 576,75 km². Sonkajärvi är enspråkigt finskt.
Grannkommuner är Idensalmi, Kajana, Lapinlahti, Rautavaara, Sotkamo och Vieremä.
I Sonkajärvi arrangeras varje sommar VM i kärringkånk.

## Politik

### Mandatfördelning i Sonkajärvi kommun, valen 1976–2021
| 7 | 3 | 4 | 10 |  | 2 |

| 6 | 2 | 5 | 9 |  | 2 | 2 |

| 5 | 2 | 6 | 11 |  | 2 |

| 4 | 2 | 5 | 13 |  | 2 |

| 5 | 2 | 5 | 12 |  | 2 |

| 5 | 2 | 3 | 14 | 2 |  |

| 4 | 2 | 3 | 16 |  |  |

| 2 | 4 | 4 | 14 |  | 2 |

| 18 | 9 |

| 2 | 4 | 2 | 17 | 2 |

| 19 | 8 |

| 2 | 4 | 5 | 13 |  | 2 |

| 20 | 7 |

| 1 | 5 | 4 | 10 | 1 |

| 12 | 9 |

| 1 | 3 | 5 | 10 | 1 | 1 |

| 11 | 10 |

## Befolkningsutveckling
| Befolkningsutvecklingen i Sonkajärvi kommun 1975–2020                                                        | Befolkningsutvecklingen i Sonkajärvi kommun 1975–2020 | Befolkningsutvecklingen i Sonkajärvi kommun 1975–2020 | Befolkningsutvecklingen i Sonkajärvi kommun 1975–2020 | Befolkningsutvecklingen i Sonkajärvi kommun 1975–2020 |
| --- | ----------------------------------------------------- | ----------------------------------------------------- | ----------------------------------------------------- | ----------------------------------------------------- |
| |                                                       |                                                       |                                                       |                                                       |
| År |                                                       |                                                       | Folkmängd                                             |                                                       |
| 1975 | 1975                                                  |                                                       | 7 120                                                 |                                                       |
| 1980 | 1980                                                  |                                                       | 6 716                                                 |                                                       |
| 1985 | 1985                                                  |                                                       | 6 445                                                 |                                                       |
| 1990 | 1990                                                  |                                                       | 6 030                                                 |                                                       |
| 1995 | 1995                                                  |                                                       | 5 671                                                 |                                                       |
| 2000 | 2000                                                  |                                                       | 5 272                                                 |                                                       |
| 2005 | 2005                                                  |                                                       | 4 951                                                 |                                                       |
| 2010 | 2010                                                  |                                                       | 4 671                                                 |                                                       |
| 2015 | 2015                                                  |                                                       | 4 278                                                 |                                                       |
| 2020 | 2020                                                  |                                                       | 3 841                                                 |                                                       |
| Anm: Uppgifterna avser förhållandena den 31 december nämnda år enligt områdesindelningen den 1 januari 2022. |                                                       |                                                       |                                                       |                                                       |

## Kända personer från Sonkajärvi
- Päivi Räsänen, politiker
- Ilkka Pikkarainen, ishockeyspelare
- Jussi Vatanen, skådespelare
- Igumenia Mikaela, igumenia (abbedissa) på Lintula kloster